# May Brown
May Brown (24 de mayo de 1875 - c. 1939) fue una extravagante minera, tabernera y pionera del Territorio del Norte, que se hizo conocida por su papel en el desarrollo de la industria minera de wolframio (tungsteno) en Australia. Era conocida como "La Reina del Wolframio".

## Primeros años de vida
Brown nació en Sydney el 24 de mayo de 1875, la sexta de siete hijos. Era hija de Charles James Weedon (también conocido como Wheedon) (1835-1892) y su esposa, Mary (de soltera Maria Santa Fortunata Chiodetti) (1842-1932), hija del compositor y profesor de música Vincenzo Rafael Eustachio Chiodetti (1788-1858), nativo de Roma, Italia y director de banda del 28.º Regimiento de Su Majestad, que había emigrado a Australia en 1836. Entre sus hermanos se encontraban los hermanos Sydney y Percy, y una hermana, Florence Alice Weedon Budgen Davies (1868-1960), que se había lanzado al negocio hotelero y se convirtió en tabernera con su primer marido, Sydney Budgen, antes de cumplir los 18 años.
Brown se casó con el remero, jugador de críquet, futbolista y campeón de boxeo amateur de Nueva Gales del Sur, George Seale, cuyos hermanos, Joe y Ted, también eran jugadores de críquet profesionales.
George Seale fue elogiado como "el mejor atleta amateur de Australia" y como uno de los mejores boxeadores amateurs del mundo, además de dirigir con éxito el Sydney Gymnastics Club en Castlereagh Street en Sydney, hasta su muerte en marzo de 1906.
Seis meses después de la muerte de Seale, Brown se casó con el minero de wolframio del Territorio del Norte, James Burns, y se mudó con él al Territorio del Norte. Tuvieron un hijo, George Seal Junior. La hija de George Junior, nacida el 10 de mayo de 1926, se convirtió en la reconocida enfermera, educadora y escritora Jacqueline "Jaci" Moya Seale O'Brien, AC, quien fue nombrada Compañera de la Orden de Australia en 1984 por sus décadas de servicio a la enfermería.

## Vida en el Territorio del Norte
Brown se instaló con su nuevo marido en Pine Creek, cerca de su mina, The Crest of the Wave. Burns también era dueño de otra mina cercana, Wolfram Creek. Pronto se involucró profundamente en el trabajo en las minas, junto con los mineros chinos locales. Una minera experta, según un artículo de periódico, había "demostrado una fe ilimitada en la mina desde que se interesó por ella". En 1909, la malaria azotó la zona y Brown cuidó a los mineros, pero más tarde contrajo la enfermedad ella también. James Burns murió en 1912 y la mina quedó bajo administración mientras se administraba la finca. Las operaciones se reiniciaron después de que el título fuera transferido a Brown y a su tercer marido, Charles Albert (Bert) Brown, con quien se casó en 1913.

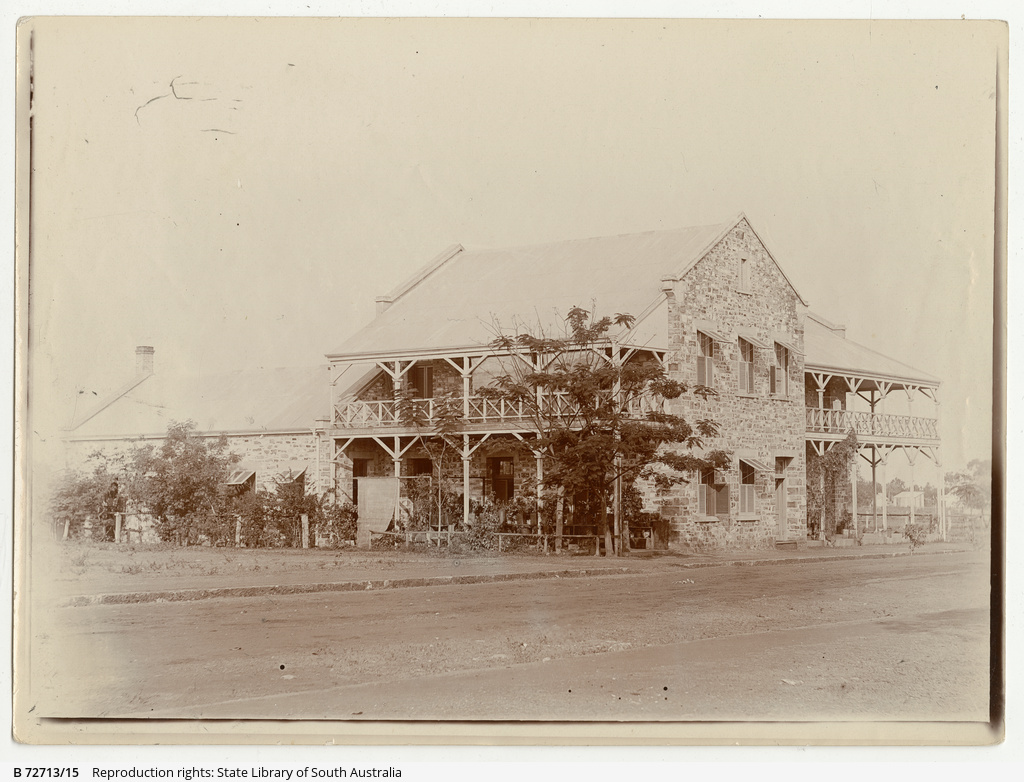
Hotel Victoria en Darwin

Cuando el precio del wolframio se desplomó al final de la Primera Guerra Mundial, Brown decidió diversificar su negocio invirtiendo en el negocio hotelero. Se convirtió en la primera tabernera en ganar el contrato de arrendamiento del Hotel Victoria de Darwin en 1921, cuando la era del control estatal de los hoteles de Top End llegó a su fin. Como tabernera, se ganó la reputación de limpiar el bar de bebedores problemáticos usando las habilidades de boxeo que le enseñó su primer marido, el campeón de boxeo y entusiasta de la defensa personal George Seale.
Su negocio hotelero tuvo mucho éxito. Después de que su tercer marido, Charles Albert, muriera de malaria mientras arreaba ganado por Birdsville Track en 1926, compró el Pine Creek Hotel y lo administró entre 1928 y 1930.
Brown se convirtió en una de las personas más ricas del Territorio del Norte, que "gastaba su dinero descuidadamente y lo regalaba generosamente". Brown era una figura popular que se hizo aún más popular por lanzar ocasionalmente monedas de oro y billetes al aire mientras caminaba por las calles de Darwin, gritando "¡Atrapen lo que puedan!" Sin embargo, el estilo de vida de Brown le pasó factura y comenzó a experimentar problemas financieros, hasta que finalmente perdió sus minas de Wolfram Hill y Crest of the Wave en 1934. Pero su carácter entusiasta aún estaba en evidencia cuando se informó que había tenido una pelea con otra mujer en el Teatro Star de Darwin.
Brown se retiró a Sydney y murió allí el 23 de julio de 1939, "virtualmente pobre". Está enterrada con su primer marido en el cementerio de Rookwood en Sydney.